# Чайка (навигационная система)
«Чайка» (другое, более раннее название — система «Тропик-2») — импульсно-фазовая радионавигационная система длинноволнового диапазона, предназначенная для определения координат самолётов и кораблей с погрешностью 50…100 м. Система была разработана в 1969 году по заказу ВВС СССР специалистами ЛНИРТИ  и является российским аналогом американской системы Loran-C. Главный конструктор Э. С. Полторак.

## Передатчики ИФРНС «Чайка»
Существует 5 цепочек «Чайки»:
- GRI 8000 — Европейская цепь (1969, РСДН-3/10, ) «Тропик-2»
- GRI 7950 — Восточная цепь (1986, РСДН-4, ) «Тропик-2В»
- GRI 5980 — Российско-Американская цепь в Беринговом море (1995—2010, , ) — с созданием которой, собственно и появилось название «Чайка».
- GRI 5960 — Северная цепь (1996, РСДН-5, ) «Тропик-2С»
- GRI 4970 — Северо-Западная цепь (РСДН-5, ) «Тропик-2С»
- А также Северо-Кавказская (ведомая станция № 2 Цхакая/Сенаки), Южно-Уральская (GRI 5970), Сибирская, Ангарская, Саянская, Забайкальская, Дальневосточная цепи построенные на базе маломощных мобильных станций РСДН-10. («Тропик-2П»).

### GRI 8000

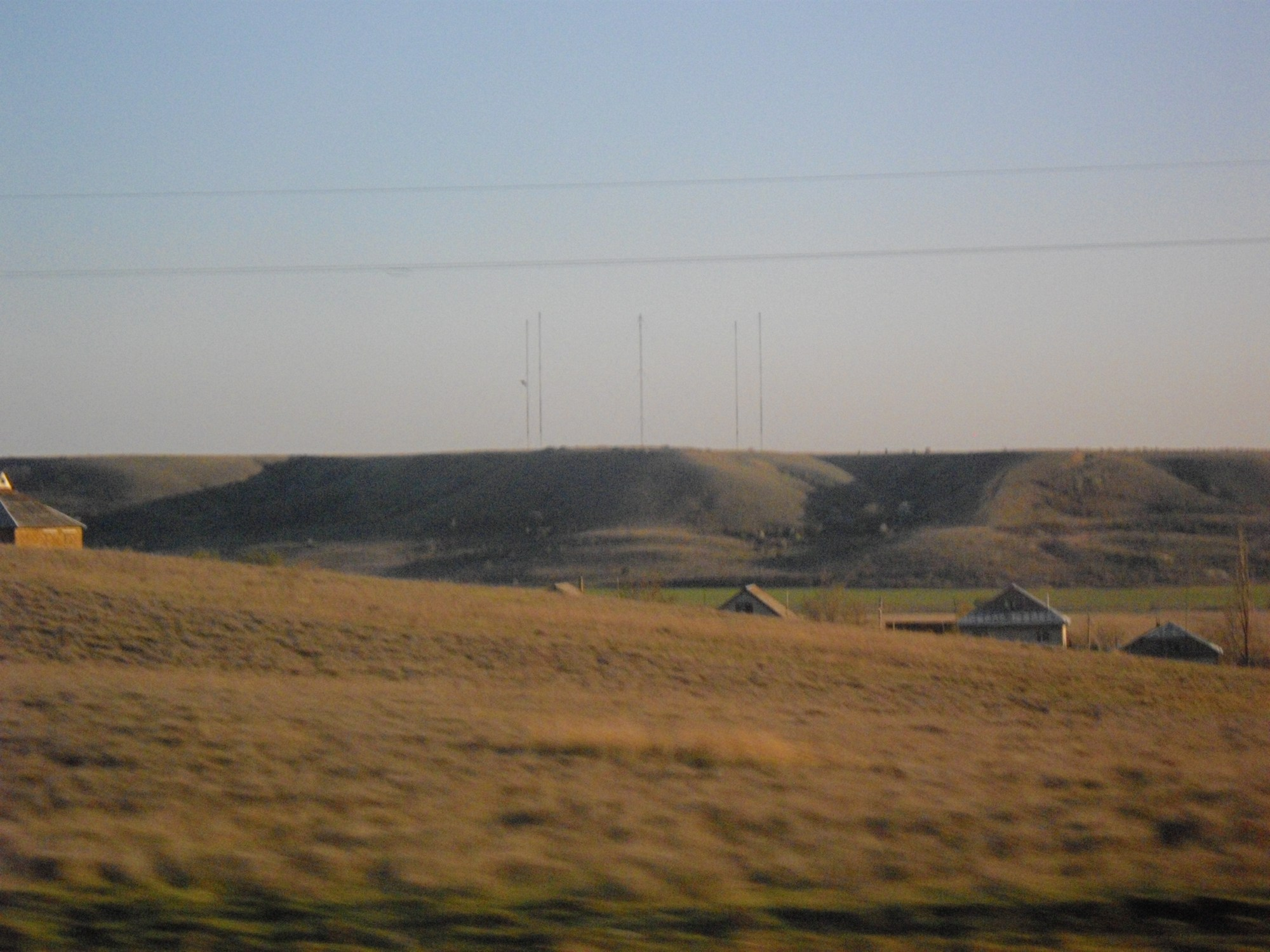
На вершине холма — РСДН-3/10, Крым

| № | Город                                                         | Координаты                      | Задержка излучения, мкс | Кодовая задержка | Мощность, кВт |
| - | ------------------------------------------------------------- | ------------------------------- | ----------------------- | ---------------- | ------------- |
| M | Брянская область Карачевский район Карачев (44 км от Брянска) | 53°07′50″ с. ш. 34°54′44″ в. д. |                         |                  | 450           |
| 1 | Республика Карелия Пряжинский район — пос. Пряжа              | 61°45′32″ с. ш. 33°41′40″ в. д. | 13217.21                | 10000            | 700           |
| 2 | Белоруссия Гродненская область — Слоним                       | 53°07′55″ с. ш. 25°23′46″ в. д. | 27125.00                | 25000            | 450           |
| 3 | Республика Крым Симферополь — пос. Плодовое                   | 44°53′20″ с. ш. 33°52′32″ в. д. | 53070.25                | 50000            | 550           |
| 4 | Самарская область Сызранский район — пос. Балашейка           | 53°17′17″ с. ш. 48°06′53″ в. д. | 67941.60                | 65000            | 700           |

### GRI 7950
| № | Город                                  | Координаты                       | Задержка излучения, мкс | Кодовая задержка | Мощность, кВт |
| - | -------------------------------------- | -------------------------------- | ----------------------- | ---------------- | ------------- |
| M | с. Адо-Тымово (о. Сахалин)             | 51°04′42″ с. ш. 142°42′04″ в. д. |                         |                  | 700           |
| 1 | Петропавловск-Камчатский — пос. Начики | 53°07′47″ с. ш. 157°41′42″ в. д. | 14506.5                 | 11000            | 700           |
| 2 | пос. Богуславка                        | 44°31′59″ с. ш. 131°38′23″ в. д. | 33678.0                 | 30000            | 700           |
| 3 | Токатибуто (Япония)                    | 42°44′37″ с. ш. 143°43′09″ в. д. | 49104.15                | 46000            | 600           |
| 4 | Охотск                                 | 59°25′20″ с. ш. 143°05′22″ в. д. | 64102.05                | 61000            | 10            |

### GRI 5980
| № | Город                     | Координаты                       | Задержка излучения, мкс | Кодовая задержка | Мощность, кВт |
| - | ------------------------- | -------------------------------- | ----------------------- | ---------------- | ------------- |
| M | Петропавловск-Камчатский  | 53°07′47″ с. ш. 157°41′42″ в. д. |                         |                  | 700           |
| 1 | Атту (США)[0]             | 52°49′44″ с. ш. 173°10′49″ в. д. | 14506.5                 | 11000            | 400           |
| 2 | Александровск-Сахалинский | 51°04′42″ с. ш. 142°42′04″ в. д. | 31506.5                 | 28000            | 700           |

Примечания к таблице:
0 С 1 августа 2010 года была прекращена работа американских станций LORAN-C в составе российско-американской цепи.

### GRI 5960
| № | Город              | Координаты                       | Задержка излучения, мкс | Кодовая задержка | Мощность, кВт |
| - | ------------------ | -------------------------------- | ----------------------- | ---------------- | ------------- |
| M | Алыкель            | 69°24′04″ с. ш. 87°04′29″ в. д.  |                         |                  | 1200          |
| 1 | Таймылыр           | 72°34′48″ с. ш. 122°06′40″ в. д. |                         |                  | 1200          |
| 2 | Остров Панкратьева | 76°07′25″ с. ш. 60°12′02″ в. д.  |                         |                  | 250           |
| 3 |                    |                                  |                         |                  | 1200          |

### GRI 4970
| № | Город              | Координаты                      | Задержка излучения, мкс | Кодовая задержка | Мощность, кВт |
| - | ------------------ | ------------------------------- | ----------------------- | ---------------- | ------------- |
| M | Инта               | 65°58′35″ с. ш. 60°07′42″ в. д. |                         |                  | 1200          |
| 1 | Туманный           |                                 |                         |                  |               |
| 2 | Остров Панкратьева |                                 |                         |                  | 250           |

### GRI 5970
| № | Город        | Координаты                      | Задержка излучения, мкс | Кодовая задержка | Мощность, кВт |
| - | ------------ | ------------------------------- | ----------------------- | ---------------- | ------------- |
| M | Южноуральск  | 54°23,10′ с. ш. 61°20,60′ в. д. |                         |                  | 600           |
| 1 | Екатеринбург | 56°44,80′ с. ш. 60°31,60′ в. д. | 15895,1                 | 15000            | 600           |
| 2 | Орск         |                                 |                         |                  |               |

## РДПС (Региональная дифференциальная подсистема) Eurofix
Технология  Eurofix  впервые  предложена  профессором  Дельфтского технического университета технологии и радиоэлектроники  (Нидерланды) Д. Ван Виллигеком в 1989 году.
В системе Eurofix предусматривалась возможность передавать дифференциальные поправки GPS и информацию о целостности посредством модуляции навигационного сигнала ЛОРАН–С. Создание такой системы позволяет улучшить возможность калибровки РНС ЛОРАН–С с помощью дифференциальной подсистемы GPS.
Результаты экспериментальных исследований, проведенных в Норвегии, показали, что погрешность определений места по РНС ЛОРАН–С в этом случае составляет менее 50 м (Р = 0,95) в течение 2-х часов после калибровки с помощью DGPS и менее чем 25 метров в течение 24 часов.
В середине 1990-х к проекту Eurofix присоединяется Россия. Он предполагает создание региональных спутниковых ДПС на основе использования передающих станций радиотехнических систем дальней радионавигации (РСДН) «Лоран-С»/«Чайка» в качестве средств передачи корректирующей информации подсистем ГЛОНАСС/GPS.
В 1999 году была создана экспериментальная ККС специалистами Нидерландов и России, установлена и сопряжена с аппаратурой ведущей станции (г. Брянск). Исследования проводились в Минске (удаление от ККС 495 км) в период с 13 по 16 апреля 1999 г. и в районе г. Симферополь (удаление от ККС 937 км) в период с 19 по 21 апреля 1999 г. Отмечается, что измерения проводились в сложной помеховой обстановке, когда в Минске имели место промышленные, сетевые и синхронные импульсные помехи, а в Симферополе - сетевые и периодические помехи сложного спектра. Полученные результаты подтвердили высокую эффективность технологии Еврофикс; при этом погрешности местоопределения составили (2 СКО): 3,37 м на удалениях порядка 1000 км и 2,48 м на удалениях порядка 500 км от ККС.7.1
Аппаратура Eurofix становится комплексированной -  НАВСТАР/ГЛОНАСС/ЛОРАН–С/ЧАЙКА.
Технология Eurofix получила свое новое название в США, как SYLFA/GPS (Synchronised Low Frequency Augmentation of GPS)..
В 2008 Федеральным агентством по техническому регулированию и метрологии России был принят ГОСТ Р 53169-2008 регламентирующий совместное использование ГНСС и Чайки..
В ноябре 2009 года береговая охрана США объявила, что система LORAN-C (Аналогичная Чайке) не требуется для морской навигации.
8 февраля 2010 года в соответствии с актом об ассигнованиях министерства национальной безопасности США береговая охрана США прекратила передачу всех сигналов LORAN-C
После прекращения действия международных соглашений, с 1 и 3 августа 2010 года была прекращена работа американских станций LORAN-C в составе российско-американской цепи и американо-канадской цепи, соответственно. Таким образом в настоящее время работа системы LORAN-C на территории США полностью завершена. Пользователям системы LORAN-C было рекомендовано для навигации использовать систему GPS.
Система Eurofix имеет ряд преимуществ перед другими РДПС:
- Реализация на основе уже существующей инфраструктуры;
- Охват большой площади при сравнительно невысоких затратах;
- Обеспечение улучшенной работоспособности и доступности канала передачи данных в городских и горных районах;
- Обеспечение  резервирования  при  отказе  работы  систем  «Лоран-С»/«Чайка» или ГЛОНАСС/GPS.

Сверхточные определения места по СРНС могут использоваться для калибровки показаний РСДН и компенсации погрешностей, обусловленных особенностями распространения радиоволн. В свою очередь, данные «Лоран-С»/«Чайка» могут использоваться для контроля целостности СРНС.
Охват станции «Лоран-С»/«Чайка» с одной станцией - порядка 1000 км. Системы работают в длинноволновом диапазоне радиоволн на частоте 100 кГц, эффективная скорость передачи данных - от 15 до 30 бит/с.
Предварительные оценки показали, что линии передачи данных (ЛПД) на основе станций РСДН могут обеспечить дополнение РДПС Eurofix функцией использования ГЛОНАСС. При этом целесообразно применять асинхронный формат данных DGPS/ДГЛОНАСС. В соответствии с этим форматом сообщение о поправках для одного КА имеет длину 45 бит.
Последние проработки основаны на том, что дифференциальные поправки и сигналы контроля целостности формируются на ККС в виде сообщения RTCM. Они затем кодируются и модулируют сигнал передатчика РСДН. Используется импульсно-фазовая модуляция. Модулируются только 6 последних импульсов группы (из 8 импульсов). Расчеты показывают, что влияние этой модуляции на работу стандартных приемников РСДН невелико, поскольку эффективное ослабление сигнала составляет не более 0,79 дБ.
Учитывается возможность влияния в этом канале ряда ошибок: атмосферных шумов, непрерывных помех типа «немодулированной несущей», перекрестных помех и т. д. Поэтому для повышения помехоустойчивости применяются контроль четности и корректирующие коды Рида–Соломона. В результате скорость передачи данных колеблется в диапазоне от 70 до 175 бит/с. В приемнике РСДН сообщение должно демодулироваться, декодироваться и передаваться в приемник СРНС для последующего использования при компенсации квазисистематических погрешностей и ошибок селективного доступа GPS.
Точность определения координат такой РДПС может составить 5 м. Столько же дает односистемный метод с использованием ГНСС..